# دينيس فيدوتوف
دينيس فيدوتوف هو لاعب كرة قدم ومدرب كرة قدم روسي في مركز الدفاع، ولد في 15 نوفمبر 1977. لعب مع نادي توسنو.